# Lucilla Calfus Antonelli
Lucilla Calfus Antonelli (Milano, 10 ottobre 1886 – Milano, 2 febbraio 1975) è stata una scrittrice e giornalista italiana.

## Biografia
Moglie del commediografo Luigi Antonelli, fu autrice di romanzi e commedie soprattutto per l'infanzia; ottenne ampia visibilità negli anni trenta con il programma radiofonico Il cantuccio dei bambini.
Stimata da Ada Negri, fece parte dell'Academia Latinitatis Excolendae e dell'Accademia Filologica Italiana; fu consigliere ONAS, socia per chiara fama della SIAE; medaglia d'oro della città di Milano, medaglia d'oro del giornalismo, vincitrice di due premi di cultura della Presidenza del Consiglio.
Collaborò con La Domenica del Corriere e La Lettura, su cui apparvero testi poi raccolti in volume. Alcune sue opere furono tradotte all'estero.

## Opere
(elenco parziale)
- Vita e miracoli di una vecchia madia, Milano, Bemporad, 1921.
- Asina di Galilea, Milano, Sonzogno, 1922.
- La via cieca : commedia in tre atti, Milano, Rizzoli, 1927.
- Fluffy peso piuma, Milano, Corbaccio, 1931.
- I racconti della ranocchia turchina, Milano, Mondadori, 1933.
- Un ragazzo ha veduto, Milano, Ceschina, 1937.
- Zingaro bianco, Milano, Corbaccio, 1941.
- La seconda aurora, Milano, Rizzoli, 1946.
- Le Memorie della piccola Alice, Milano, Ceschina, 1954.
- Due bimbi nella Luna. Romanzo fantastico, Ceschina, 1960.